# Edward Childs Carpenter
Edward Childs Carpenter (Filadélfia, 13 de dezembro de 1872 — Guildford, 28 de junho de 1950) foi um dramaturgo e roteirista norte-americano.